# Varcan Sterling
Varcan Sterling (Cali, Valle del Cauca, Colombia; 7 de enero de 1988), conocido como El Mono, es un futbolista colombiano que se desempeña como arquero. Tras un inicio prometedor en la cantera de arqueros del Deportivo Cali, inicia su carrera profesional debutando en este mismo equipo. A pesar de su juventud y experiencia, la falta de oportunidades lo han condenado al retiro prematuro.

## Trayectoria

### Inicios
Comenzó a formarse en el 2003 con las divisiones menores del Deportivo Cali. Esta experiencia lo catapultaría a jugar con la Selección Valle, resultando campeón nacional en una ocasión.
Debido a su buen rendimiento en las ligas regionales con la Selección Valle, en el año 2006 recaló en el primer equipo del Deportivo Cali, de la mano del entrenador Pedro Sarmiento, para debutar como profesional hacia el año 2007.

### Deportivo Cali, Girardot FC y Palmira FC
Ya en el 2008, y luego de actuaciones esporádicas en el Deportivo Cali, arribó al Girardot FC. A pesar de la no tan buena campaña de Girardot FC Varcan tuvo grandes actuaciones, lo cual hizo que en la transformación del equipo a  Palmira FC quisieran contar con el nuevamente en su campaña.

### Tauro FC (1)
Debido a sus buenas actuaciones volvió al Deportivo Cali en 2010, sin embargo cuenta con pocas oportunidades; así que, Sterling decide tomar la opción del club panameño Tauro FC, donde fue figura en las temporadas que atajó en la Liga panameña.
Por cosas de la vida, el América de Cali lo llamó para ser arquero del primer equipo. No obstante, debido a los problemas administrativos de la institución en ese momento no logra llegar a un acuerdo contractual.
A pesar del bajón emocional que le causó el no llegar al cuadro escarlata de Cali, su permanencia en Panamá resultó positiva: los Toros de Pedregal se proclamaron campeones de la liga nacional del año 2010. En el segundo semestre de dicho año fue condecorado como el mejor futbolista extranjero de la liga.
Para mediados de 2011 fue llamado para fichar por Unión Magdalena, pero tuvo pocas actuaciones sumandose a la mala campaña del club en esa temporada.

### CS Dock Sud
En el año 2012 viajó a Argentina para firmar con el Deportivo Español. Tras inconvenientes administrativos que le impidieron firmar con dicho equipo, decidió quedarse en Buenos Aires para probar suerte en algún equipo. Con la fortuna de su lado en esta oportunidad, llegó al Club Sportivo Dock Sud del fútbol de ascenso en Argentina.

### Kongsvinger IL
Para el año 2013 fue visto por un veedor noruego que lo lleva al fútbol de su país y comienza a militar en el Kongsvinger IL de la adeccoligaen. La mala campaña del equipo provoca su descenso a segunda división, implicando la restricción de tener jugadores extracomunitaros. Sterling queda como agente libre hasta julio de 2014.

### Atlético Veragüense
Sterling, profesional siempre, mantuvo su forma con el equipo de jugadores Libres de la agremiación de futbolistas profesionales de su país (ACOLFUTPRO). El DT argentino radicado en Panamá Javier Ainstein, pensando en armar un proyecto deportivo competitivo, toma la decisión de contar con él para hacer parte de su proyecto en el Atlético Veraguense en la Liga Nacional de Ascenso (LNA) de Panamá. Sterling, panameño de corazón, no se lo pensó dos veces y retornó al futbol que lo llevó a la cima profesional.

### Tauro FC (2)
A raíz de su gran temporada con el equipo de Veragüas, y con la nostalgia de la décima estrella en el ambiente, Sterling es llamado a vestir de nuevo la camiseta del Tauro FC para la temporada 2015-2016.

### San Francisco FC
En su segundo periodo con los Toros de Pedregal Sterling a pesar de ser una de las Vallas menos vencidas del torneo el equipo no contó con los goles necesarios para luchar . A pesar de los malos resultados que le dificultan alcanzar un acuerdo para definir su continuidad con el equipo, el San Francisco FC llama a la puerta del arquero para hacerse de sus servicios para la temporada 2016.
A día de hoy, dicha temporada es la última de su carrera profesional.

## Clubes
| Club                | País      | Año         | Partidos |
| ------------------- | --------- | ----------- | -------- |
| Deportivo Cali      | Colombia  | 2007        | 8        |
| Girardot F.C        | Colombia  | 2008        | 13       |
| Deportes Palmira    | Colombia  | 2009        | 40       |
| Tauro               | Panamá    | 2010 - 2011 | 42       |
| Unión Magdalena     | Colombia  | 2011        | 0        |
| Dock Sud            | Argentina | 2012        | 4        |
| Kongsvinger         | Noruega   | 2013        | ?        |
| Atlético Veragüense | Panamá    | 2014 - 2015 | 30       |
| Tauro               | Panamá    | 2015 - 2016 | 38       |
| San Francisco       | Panamá    | 2016 - 2017 | 10       |

## Palmarés
| Título                                 | Año  |
| -------------------------------------- | ---- |
| Subcampeón, Copa Mustang, Colombia     | 2006 |
| Campeón, Liga Panameña de Fútbol       | 2010 |
| Campeón, Copa América Jugadores Libres | 2017 |

### Distinciones individuales
| Distinción                                          | Año  |
| --------------------------------------------------- | ---- |
| Mejor futbolista extranjero en Panamá               | 2010 |
| Valla menos batida en Panamá                        | 2010 |
| Campeón, Duelo de Arqueros Deporcali-Sarmiento Lora | 2011 |
| Valla más vencida de Panamá                         | 2014 |